# Philothée d'Athènes
Sainte Philothée d'Athènes (en grec moderne : Αγία Φιλοθέη η Αθηναία) est née en 1528 et morte néo-martyre le 19 février 1589. Devenue moniale, elle fut bienfaitrice d'Athènes. De ce fait, elle est la patronne de cette ville. Son jour de fête est le 19 février.
Elle est vénérée par l'Église orthodoxe.

## Culte
- Ses reliques reposent à la cathédrale de l'Annonciation d'Athènes, au milieu de ce quartier que la sainte possédait à la suite d'un héritage et qu'elle légua à l'évêché, agrémenté de fondations charitables qui étaient son œuvre.

- Sainte Philothée est également vénérée dans la banlieue de la ville, dans la municipalité de Filothéi-Psychikó où une chapelle, dans un bois de pins, perpétue son souvenir.

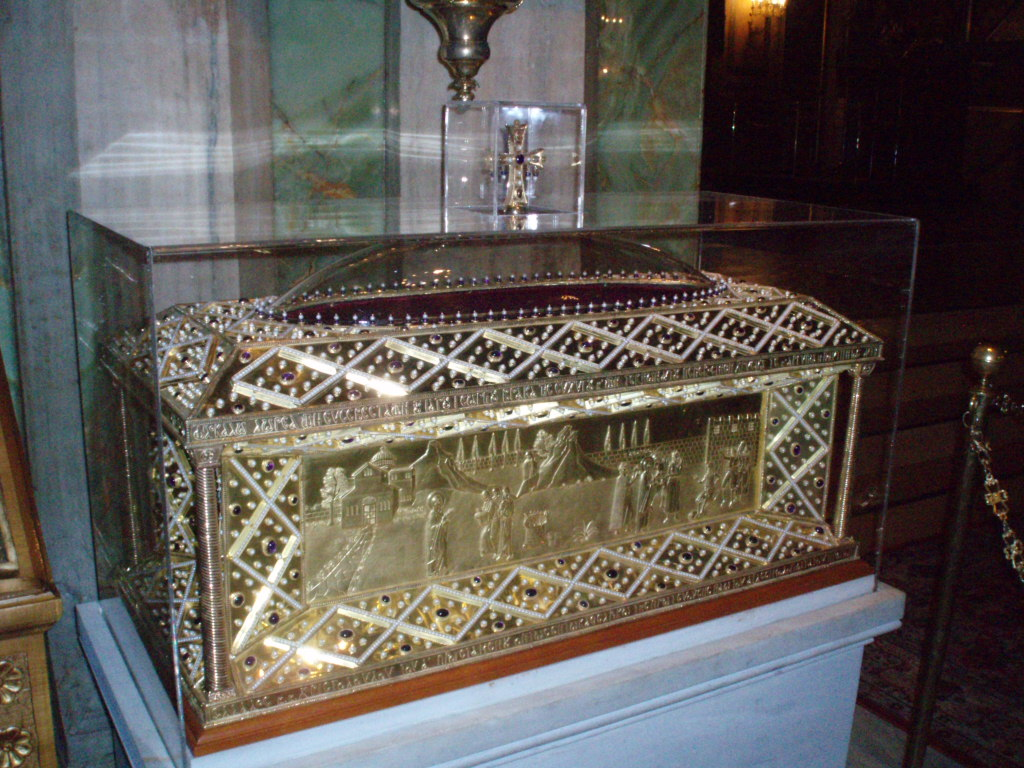
La châsse de sainte Philothée à la cathédrale d'Athènes.